# Chulucanas
Chulucanas è una città del Perù, situato nella Regione di Piura, capoluogo della Provincia di Morropón.
È sede vescovile cattolica.